# Telefónica O2
Pour les articles homonymes, voir O2.

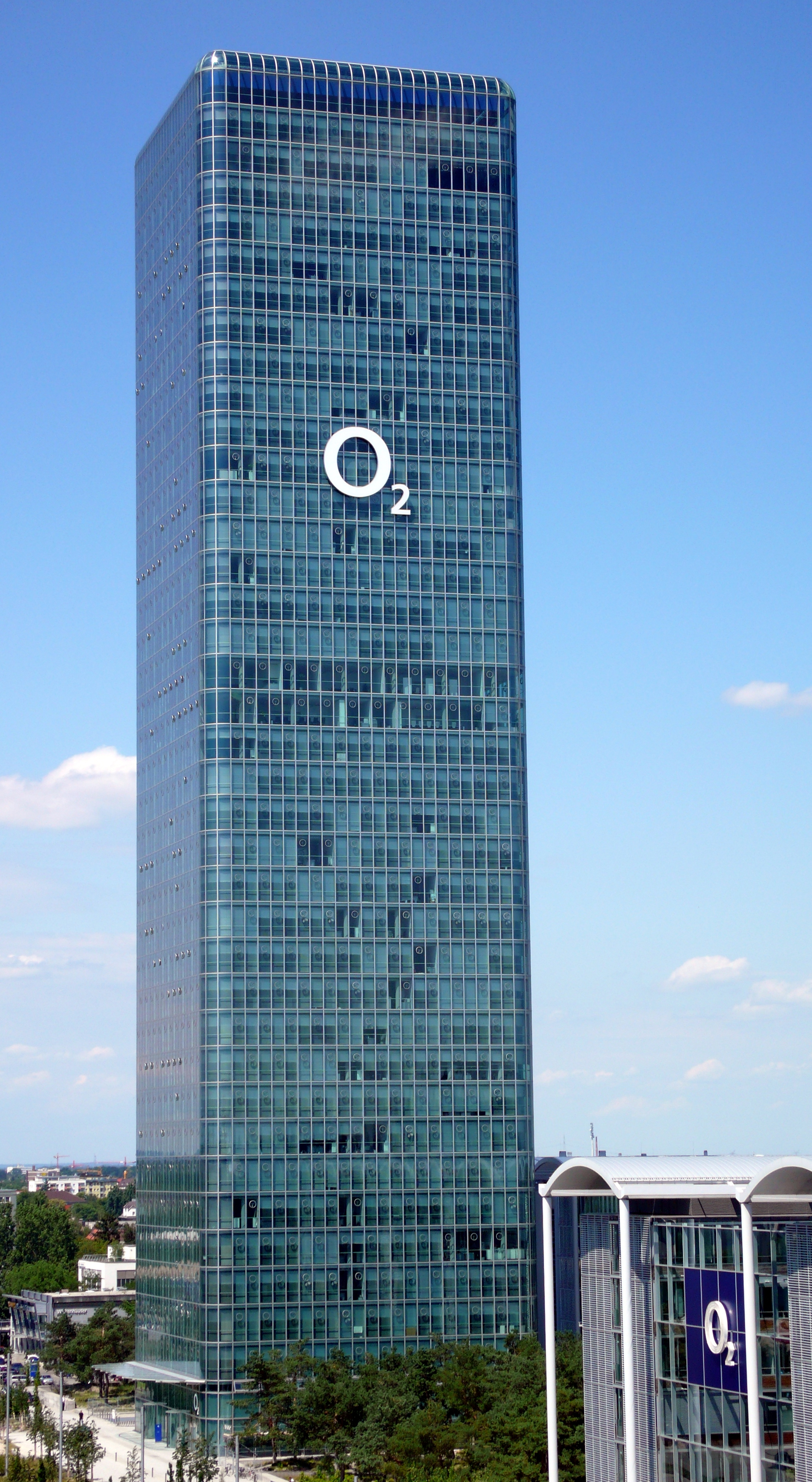
Siège de Allemagne à Munich.

Telefonica O2 plc (connue comme O2 ou avant mars 2005 comme mmO2) est une entreprise et une marque de télécommunications spécialisée dans la téléphonie mobile et opérant au Royaume-Uni, en Allemagne et en Espagne. À l'origine membre de BT Group, elle appartient depuis 2005 à l'opérateur espagnol Telefónica. Le siège de la firme est situé à Slough, des bureaux majeurs sont présents à Bury, Glasgow, Leeds et Preston Brook.

## Histoire
Lancées en 1985 sous le nom Cellnet, les activités de O2 au Royaume-Uni étaient une coentreprise entre BT Group (60 %) et Securicor (40 %). En 1993, Cellnet lança des services GSM, et en 1999, Securicor vendit ses parts dans O2 à BT : O2 fut renommée BT Cellnet. BT Cellnet fut intégré dans BT Mobile.
O2 fut créée lorsque BT se sépara de sa branche de téléphonie mobile. La marque BT Cellnet fut renommée O2, le symbole chimique du dioxygène.
En 2005, le gouvernement tchèque a revendu ses parts dans Český Telecom au groupe Telefónica pour la somme de 17,7 milliards de livres sterling, soit environ 20,3 milliards d'euros. Ces activités ont été renommées O2 le 1er juillet 2006.
En octobre 2013, Telefónica lance une OPA sur l'opérateur allemand E-Plus appartenant à KPN, pour 8,55 milliards de dollars, soit environ 9,8 milliards d'euros. En juin 2014, les autorités de la concurrence européennes approuvent cette fusion si 20 % des actifs de l'ensemble sont vendus à de nouveaux opérateurs. 
En janvier 2015, Telefónica tente de négocier la vente de ses activités britanniques sous la marque O2 pour 10,25 milliards de livres sterling, soit environ 11,8 milliards d'euros à Hutchison Whampoa qui possède l'opérateur 3. En mai 2016, ce projet de vente a été abandonné car les autorités de la concurrence européenne ont bloqué l'acquisition d'O2 par Hutchison Whampoa.
En 2016, des informations rapportées par le journal l'Express laissaient envisager un possible rachat de l'entreprise britannique O2 par l'opérateur français Free. Ce projet n'a pas eu de suites.
En mai 2020, Telefónica et Liberty Global annoncent la fusion de O2 et de Virgin Media, au Royaume-Uni, dans une transaction valorisant l'ensemble près de 38 milliards de dollars, dettes incluses. Les deux entreprises auront une participation de 50 % dans le futur ensemble,.

## Présence géographique

### Actuelle
- Royaume-Uni : Telefonica O2 y possède une part de marché de 26 % en 2009[9].
- Allemagne : O2 avait 13,5 % de part de marché en juin 2009[10].
- Espagne : O2 est la marque secondaire à bas-coût de Telefónica sous la couverture de Movistar, lancée le 20 juin 2018

### Anciennes filiales
- Irlande : Telefónica O2 y possédait une part de marché de 32,5 %[11], filiale vendue à Hutchison Whampoa en 2014.
- Pays-Bas : Telefonica O2 Netherlands ne fait plus partie du groupe depuis 2006[12].
- Slovaquie : filiale vendue en 2013 à PPF.
- République Tchèque : Telefónica O2 Czech Republic vendu à PPF en 2013[13].

## Sponsoring
Cette entreprise sponsorise les équipes nationales de rugby à XV d'Angleterre et d'Irlande et a sponsorisé le club de football d'Arsenal

## Sources
1. ↑  (en) BBC News | Business | Telefonica achète O2 pour 18 milliards  de livres
2. ↑  Les actionnaires de KPN votent la vente d’E-Plus à Telefonica Les Échos, 2 octobre 2010
3. ↑  (en) EU regulators to clear Telefonica's 8.6 billion euro E-Plus bid: sources, Foo Yun Chee, Reuters, 16 juin 2014
4. ↑  (en) Hutchison to buy Telefonica UK unit for $15.4 billion, Julien Toyer et Denny Thomas, Reuters, 23 janvier 2015
5. ↑  (en) EU blocks Hutchison's deal to buy Telefonica's O2 UK, Reuters, Foo Yun Chee, 11 mai 2016
6. ↑  « Qui est O2, lopérateur britannique que Free envisagerait dacheter ? », sur www.universfreebox.com (consulté le 20 mai 2016)
7. ↑  Paul Sandle et Isla Binnie, « Liberty and Telefonica in $38 billion UK tie-up to take on BT », sur Reuters, 7 mai 2020
8. ↑  « Télécoms : O2 et Virgin vont fusionner », sur Les Echos, 7 mai 2020.
9. ↑  (en) Part de marché des opérateurs mobilers en  2018 au Royaume-Uni www.statista.com, janvier 2019
10. ↑  cf Telefónica_O₂_Germany sur le portail allemand de wikipedia.
11. ↑  Part de marché en Irlande au 4e trimestre 2009
12. ↑  (en) Vente de O2 Netherlands
13. ↑  Telefonica poursuit ses grandes manœuvres en s'allégeant en Europe centrale agefi.fr, novembre 2013.